# Gretchen Carlson
Gretchen Elizabeth Carlson (21 de junho de 1966) é uma escritora e comentarista da televisão norte-americana.
Carlson foi eleita Miss América em 1998 após representar seu estado natal, Minnesota. Graduou-se na Universidade de Stanford com louvor antes de embarcar em uma carreira na televisão. Ganhando experiência como âncora e repórter em vários locais da rede de afiliados, ela se juntou como representante da CBS News em 2000, tornando-se o co-anfitriã da edição de sábado do "The Early Show". Em 2005, mudou-se para o canal de televisão Fox News, tornando-se co-anfitriã do programa matutino Fox & Friends, juntamente com Steve Doocy e Brian Kilmeade. Em 2013, ela anunciou sua saída do programa e, logo em seguida, lançou um novo na mesma emissora, chamado The Real Story with Gretchen Carlson. Sua autobiografia, Getting Real, foi publicado em 2015 pela editora Viking.
Seu contrato com a Fox News expirou em 23 de junho de 2016. No dia 6 de julho, ela entrou com um processo contra o então CEO da emissora Fox News, Roger Ailes, alegando assédio sexual. Posteriormente, dezenas de outras mulheres também vieram a publico com semelhantes acusações contra o empresário, que se demitiu por conta do escandâlo envolvendo seu nome. Em setembro de 2016, Carlson e a 21st Century Fox Corporation (empresa-mãe da Fox News) liquidaram a ação judicial de US$ 20 milhões.

## Origens
Carlson foi criada em uma família Luterana na cidade de Anoka, Minnesota. Filha de Karen Barbara (nome de solteira: Hyllengren) e Lee Roy Carlson. Carlson é de ascendência sueca. Seu pai e seu tio eram donos de uma concessionária de carros. Ela tem dois irmãos e uma irmã. Seu avô era pastor da segunda maior igreja luterana nos Estados Unidos. Ela se formou a partir de Anoka-Hennepin Distrito Escolar 11's Anoka High School, onde ela era, em 1984, a melhor aluna da turma. Uma de suas babás na infância foi Michele Bachmann, que viria a se tornar uma política do partido Republicano dos Estados Unidos.
Crescendo, se tornou em uma violinista de sucesso, ganhando inúmeras competições regionais e nacionais. Carlson apresentou-se como solista com a Orquestra de Minnesota quando ainda era estudante da 8ª série, e foi a primeira violinista na Greater Twin Cities Youth Symphony. Participou do prestigiado Festival de Música de Aspen entre os anos de 1976 a 1983. Vencedora de várias competições de concerto no MacPhail Centro de Música em Minneapolis, ela também foi destaque como solista com o Saint Paul Chamber Orchestra.
Em 1984, Carlson foi eleita como uma dos "Anoka Homecoming Attendants". Em 1988, Carlson, ganha o título de Miss Minnesota, e logo após se torna a terceira mulher de Minnesota a vencer o título Miss América. Na competição para o título de Miss América no quesito de talentos ela tocou a composição de Zigeunerweisen no violino, do compositor Sarasate.
Carlson estudou na Universidade de Stanford, onde ela estudou o comportamento organizacional, e se formou com honrarias em 1990. Ela passou um ano em intercâmbio na Universidade de Oxford, na Inglaterra, estudando as obras da autora Virginia Woolf.
Em setembro de 2011, Carlson foi nomeada para a aula inaugural do Anoka High School Hall da Fama.

## Carreira
Carlson originalmente ganhou reconhecimento como co-âncora da edição de sábado do "The Early Show" na CBS em conjunto com Russ Mitchell. Ela entrou para a CBS News como correspondente em 2000 e começou a trabalhar no programa de televisão The Early Show, em 2002. Antes de sua entrada na CBS, ela foi âncora e repórter na programação de fim de semana do canal local de tv KXAS-TV em Dallas, Texas, do WOIO-TV em Cleveland, Ohio, e para WCPO-TV, em Cincinnati. Ela começou sua carreira na televisão em Richmond, Virgínia, como repórter político na WRIC-TV. Sua carreira na média se inicia no franchise "Neighborhood News".
Carlson foi para a Fox & Friends, inicialmente, como substituta do apresentador por apenas um fim de semana. Porém, em 25 de setembro de 2006, uma mudança de apresentadores, que incluiu E. D. Hill indo para as "10 a.m. hour" do Fox News Live, abriu espaço na programação semanal na Fox & Friends, o qual ela preencheu. Programa foi co-apresentado por Carlson, Steve Doocy e Brian Kilmeade por vários anos. Ela deixou a Fox & Friends em setembro de 2013 para apresentar o seu próprio programa, A História Real com Gretchen Carlson, que estreeou no outono de 2013, no espaço aberto na programação diária quando o programa de Megyn Kelly's foi movido para o horário nobre da emissora.